# ژاکوب بسر

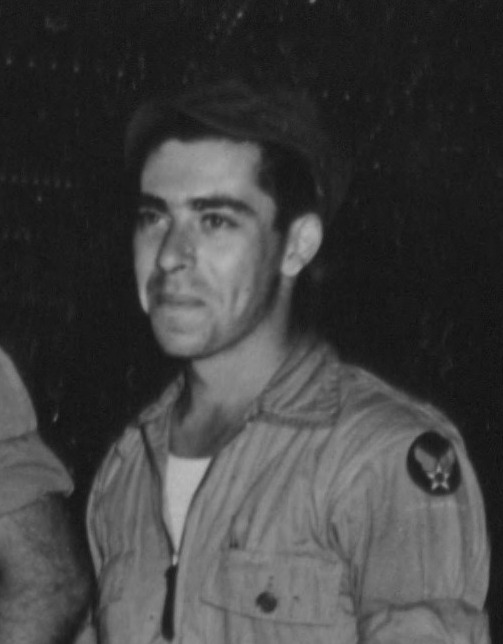
ژاکوب بسر

ژاکوب بسر (انگلیسی: Jacob Beser؛ زاده ۱۵ مهٔ ۱۹۲۱ درگذشته ۱۶ ژوئن ۱۹۹۲) یک فرد نظامی بود.